# Juicio menchevique de 1931
El juicio menchevique de 1931 fue una de las primeras purgas llevadas a cabo por Stalin, en la que 14 economistas, que eran antiguos miembros del partido menchevique, fueron juzgados y condenados por intentar restablecer su partido como el "Buró de la Unión de los Mencheviques". El juicio se celebró del 1 al 8 de marzo de 1931 en la Casa de los Sindicatos. El juez presidente fue Nikolái Shvérnik.

## Acusados
Los acusados fueron:
- Boris Berlatski
- Aleksandr Finn-Enotáievski
- Abram Ginzburg
- Vladímir Gróman
- Mijaíl Yakubóvich
- Vladímir Ikov
- Kirill Petunin
- Isaak Illich Rubín
- Vasili Sher
- Arón Sokolovski
- Nikolái Sukhánov
- Moiséi Teitelbaum
- Iván Vólkov
- Lázar Zalkind

Seis de los catorce acusados eran judíos. Se sugirió en círculos del Bund que esta alta proporción de judíos entre los acusados había sido especialmente organizada para fomentar sentimientos en contra de los socialistas judíos. Esto fue negado por Stalin.

## El juicio
Los acusados fueron acusados de establecer el "Buró de la Unión de los Mencheviques". Vladímir Gróman dio un testimonio público en el que afirmó que él y Vladímir Bazárov (quien no estaba siendo juzgado) encabezaban un grupo contrarrevolucionario en Gosplán, supuestamente organizado en 1923, que intentaba "influir en la política económica de las autoridades soviéticas para mantener la posición de 1923–25". Gróman, siendo miembro del Presídium de Gosplán y la figura más destacada entre los acusados, se condenó a sí mismo y a sus colegas con el testimonio de que en Gosplán pasaban su tiempo

Incorporando en las cifras de control y en los análisis de la planificación actual ideas y evaluaciones deliberadamente distorsionadas, antagonistas a la línea general del Partido (reduciendo las tasas de expansión de la construcción socialista, distorsionando el enfoque de clase, exagerando las dificultades), enfatizando los signos de una catástrofe inminente (Gróman) o, lo que es cercano a esto, asignando una posibilidad mínima de éxito a la línea del Partido dirigida hacia el ataque socialista (Bazárov, Gukhman) ...

## Día final
En el último día, los prisioneros hicieron confesiones de sus "crímenes". "En los últimos minutos antes de mi muerte", se citó a uno de ellos diciendo, "pensaré con disgusto en el mal que he causado; un mal del que no solo nosotros, sino también los mencheviques extranjeros y la Segunda Internacional deben compartir la responsabilidad".
Nikolái Krilenko, el Fiscal Público, declaró que Gróman, Sher, Yakubóvich, Ginzburg y Sukhánov eran los principales líderes de la organización contrarrevolucionaria, y por lo tanto, debían sufrir la pena de muerte. Para los demás, pidió que fueran aislados "por largos períodos".

## Veredicto
El 9 de marzo de 1931, después de deliberar durante veinticinco horas, el tribunal condenó a siete de los acusados a diez años de prisión. Los otros siete acusados fueron condenados a diferentes términos de prisión, que variaron entre cinco y ocho años. Aquellos que recibieron la condena de diez años fueron Gróman, Sher, Sukhánov, Ginzburg, Yakubóvich, Petunina y Finn-Enotáievski.

## Reacciones
Rafail Abramóvich, un destacado menchevique exiliado en Berlín, ayudó a movilizar el apoyo socialista y laboral occidental para los economistas perseguidos. En un mitin en Berlín, organizado por el SPD, negó que existiera una organización menchevique clandestina en la Unión Soviética. León Trotski también comentó sobre el juicio, condenando tanto a Stalin como a los mencheviques. Sin embargo, Trotski luego lamentaría públicamente su error y su creencia en las acusaciones iniciales debido a la obstrucción previa de Gróman al plan quinquenal propuesto y a la industrialización.